# FVV CSM
Az FVV CSM nevű villamossorozat (becenevükön: Bengáli villamosok) egy Magyarországon házilag gyártott villamos-típuscsalád, melyek 1961 és 1975 között készültek. A járművet Lengyel István tervezte. Budapesten a kelenföldi Füzesi Árpád főműhelyben kezdték el a gyártást, majd 1969-től áthelyezték Debrecenbe. Összesen 181 db Bengáli villamos épült, ami így darabszámban leelőzte az Ipari csuklóst is.
Jelenleg már egyik városban sem közlekednek menetrend szerint, a legtovább (2014-ig) Debrecenben közlekedtek.

## Típusváltozatok
|             | 3 ajtós változat                                                                                               | 5 ajtós változat                                                                            | 6 ajtós változat                                                                          | 10 ajtós változat                                                                         |
| ----------- | --- | ------------------------------------------------------------------------------------------- | ----------------------------------------------------------------------------------------- | ----------------------------------------------------------------------------------------- |
| Típusjel    | FVV CSM–2 | FVV CSM–4 (egyoldali ajtós)                                                                 | FVV CSM–4A                                                                                | FVV CSM–4 (kétoldali ajtós)                                                               |
| Leírása     | A jármű egyirányú, egy vezetőfülkével rendelkezik, és mindhárom ajtaja a menetirány szerinti jobb oldalon van. | A jármű kétirányú, két vezetőfülkével rendelkezik, de ajtajai csak az egyik oldalon vannak. | A jármű kétirányú, mindkét végén van vezetőfülke, és oldalanként 3-3 ajtóval rendelkezik. | A jármű kétirányú, mindkét végén van vezetőfülke, és oldalanként 5-5 ajtóval rendelkezik. |
| Városok     | Budapest, Miskolc, Szeged, Debrecen                                                                            | Miskolc, Szeged, Debrecen                                                                   | Debrecen                                                                                  | Budapest, Miskolc, Szeged, Debrecen                                                       |
| Gyártó      | FVV Budapest (1961–1963 között)                                                                                | FVV Budapest (1967–1970 között) Debrecen (1969–1973 között)                                 | Debrecen (1969–1972 között)                                                               | FVV Budapest (1963–1965 között) Debrecen (1970–1978 között)                               |
| Pályaszámok | Budapest: 1100-as csoport Miskolc: 100–110 Debrecen: 281–294 Szeged: 601–614                                   | Miskolc: 130–139 Debrecen: 381–386 Szeged: 651–662                                          | Debrecen: 481–484                                                                         | Budapest: 1200-as csoport Miskolc: 140–174 Debrecen: 485–492 Szeged: 801–820              |

## Típustörténet

### Az első kocsi
Az 1950-es évekre a magyar villamos-járműpark igen elavulttá vált, általánosan jellemzőek voltak a kéttengelyes, öreg, favázas motorkocsik, melyek legtöbbször egy vagy két kéttengelyes pótkocsit vontattak. A járműállomány korszerűsítése érdekében új típus fejlesztésébe kezdtek. Ekkor már több nyugati városban megjelentek a csuklós villamosok, így a hazai fejlesztők is ebben a korszerűbb megoldásban gondolkoztak, aminek eredményeként megszületett a házi körülmények között gyártható FVV CSM típuscsalád. A prototípus járművet 1961-ben kezdték építeni, ennek még CSM–1 volt a típusjelzése. Az első elképzelés szerint ez nem egy új villamos lett volna, hanem két régi villamos egybeépítése és modernizálása. Ennek megfelelően eleinte egy budapesti ikerkocsi alvázára akarták építeni, de ez az elképzelés megvalósíthatatlannak bizonyult, ezért végül teljesen új villamost gyártottak. Érdekesség, hogy a csuklós villamos annyira szokatlan volt még ekkoriban, hogy a jármű eleje pár napig más pályaszámon futott, mint a vége (3720 és 3721), később átszámozták az egész járművet 3740-re, majd az első sorozatpéldány forgalomba helyezésekor megint átnevezték, ezúttal 1100-ra. A jármű főleg a budapesti 45-ös villamos vonalán közlekedett.

### A sorozatgyártású kocsik
Az első sorozatgyártású kocsik a prototípushoz hasonlóan 3 ajtós kivitelben készültek, és elsőnek Budapesten álltak forgalomba 1101–1137-es pályaszámon. A külsejük egészen szokatlan megjelenésű volt, közfeltűnést is keltett, elefántcsont alapszínnel, sötétbordó díszcsíkkal és háromszöggel az orron. Mint később kiderült az esztétikus külső már közel sem előnyös belsőt takart. A csuklós villamosok már kezdettől fogva gépészetileg elavultak voltak. Szerényen gyorsultak és nehezen lehetett fékezni velük. A mindennapi forgalomban utascsere szempontjából az egyirányú három ajtós változat pedig kifejezetten hátrányos volt, mivel Budapesten alig volt hurokvégállomás, így csak kevés vonalon lehetett őket alkalmazni. A sok negatív tulajdonság miatt a Budapestre gyártott egyirányú kocsik felét egy éven belül eladták. Az utolsó egyirányú szerelvényt 1979-ben selejtezték Budapesten.

### Egyirányú járművek Budapesten kívül

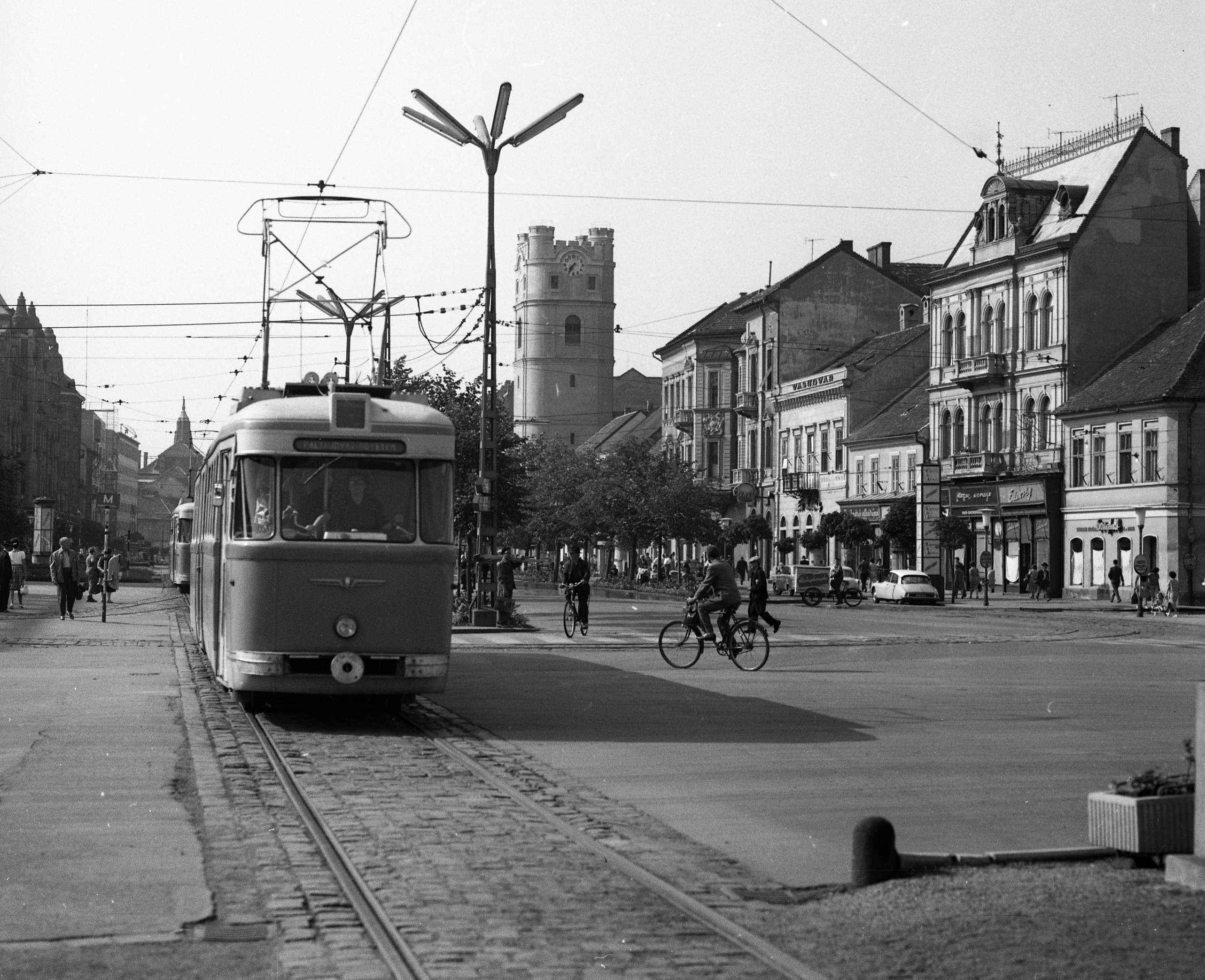
Egyirányú Bengáli villamos Debrecenben 1964-ben

A csuklós villamosok hiánya Debrecenben, Szegeden és Miskolcon is jelentkezett, így 1962-től ide is érkeztek Bengáli villamosok. A vásárlásnak feltétele volt, hogy ha egy város egy FVV csuklóst állít forgalomba, akkor két másik szóló villamost kell selejteznie.  Az újonnan vásárolt kocsik mellé még érkezett több használt jármű is, amikre Budapest már nem tartott igényt. A Bengálik megjelenése nagy színvonalbeli ugrást jelentett a járműparkban, az egyirányú járműveknek azonban ezek a városok sem igazán örülhettek, hiszen csak a fővonalakon tudták közlekedtetni azokat.

### Az ötajtós járművek
Továbbra is a budapesti FVV gyártásában készültek az ötajtós járművek. A tervezők a Budapesten kívüli városok számára kívántak egy gazdaságosabban használható villamostípust létrehozni. Ekkor még több városban voltak egyvágányú mellékvonalak, főleg ide szánták ezeket a járműveket. Az volt az elképzelés, hogy a peronokat mindig a vágány ugyanazon oldalára építik, így a járműveknek csak az egyik oldalára helyeztek el ajtókat. Az új típus gyártásában már a DKV főműhelye is szerepet kapott, és a típus gyártásának idején került át a gyártás teljesen Debrecenbe. Az ötajtós villamosok nem váltották be a hozzájuk fűzött reményeket, a járműveket többnyire – az egyirányú, háromajtós kocsikhoz hasonlóan – a fővonalakon járatták, így lényegében a hátsó vezetőállás kihasználatlan maradt.

### Kétirányú kocsik

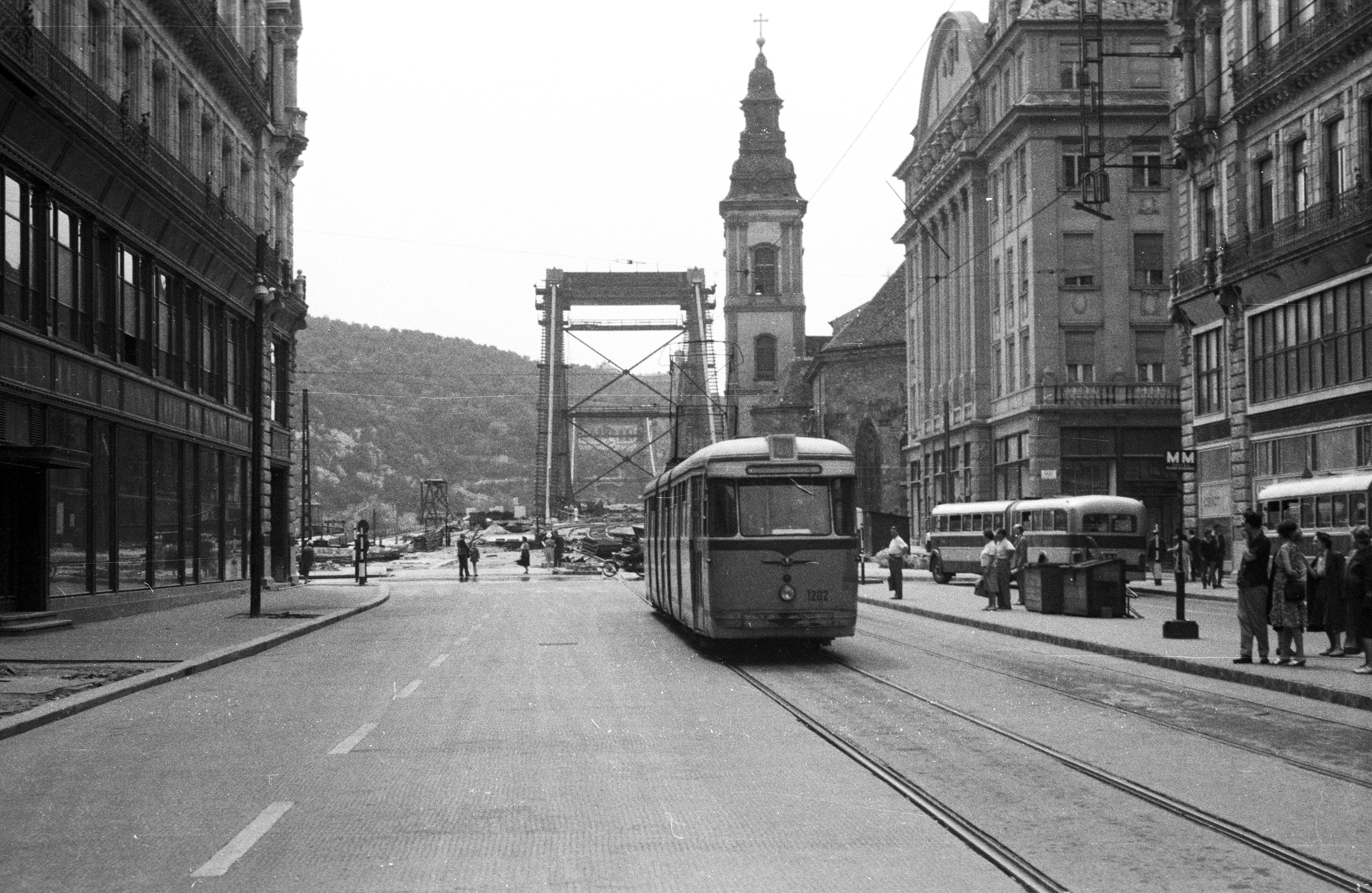
Tízajtós Bengáli villamos az épülő Erzsébet hídnál

Az első teljesen kétirányú jármű prototípusát 1963-ban gyártották. Eredetileg nyolcajtós kivitelű volt, de hamarosan a befüggesztett „C” részre is tettek ajtót, így lett tízajtós.
Ezeket a járműveket már Budapesten is tudták használni, mivel nem volt szükséges, hogy a végállomás rendelkezzen hurokvágánnyal. Az első szerelvényeket Budapesten 1963 és 1965 között gyártották, és a fővárosban 1201-1236-os pályaszámon álltak forgalomba, azokat a Baross és a Szépilona kocsiszínek kapták. A kocsik kezdetben a 44-es, majd a 60-as és 68-as járaton szolgáltak. Később a szépilonai példányokat is átirányították a Baross kocsiszínbe, és selejtezésükig a 28-as vonalon közlekedtek. Az alapvetően elavult technológiát képviselő járműveket alig húsz év után, 1982–83 között vonták ki a forgalomból, néhány kivétellel az összeset selejtezték.
A kétirányú kocsik Szegeden, Debrecenben és Miskolcon viszont igazán népszerűek lettek, idővel a járművek gyártását is átvette a debreceni Salétrom utcai főműhely, ahol az első villamost 1969-ben gyártották le. Debrecen saját használatra gyártott hatajtós járműveket is, melyeket kifejezetten a 6-os járatra szántak.

### Szeged, Miskolc és Debrecen meghatározó járműtípusa

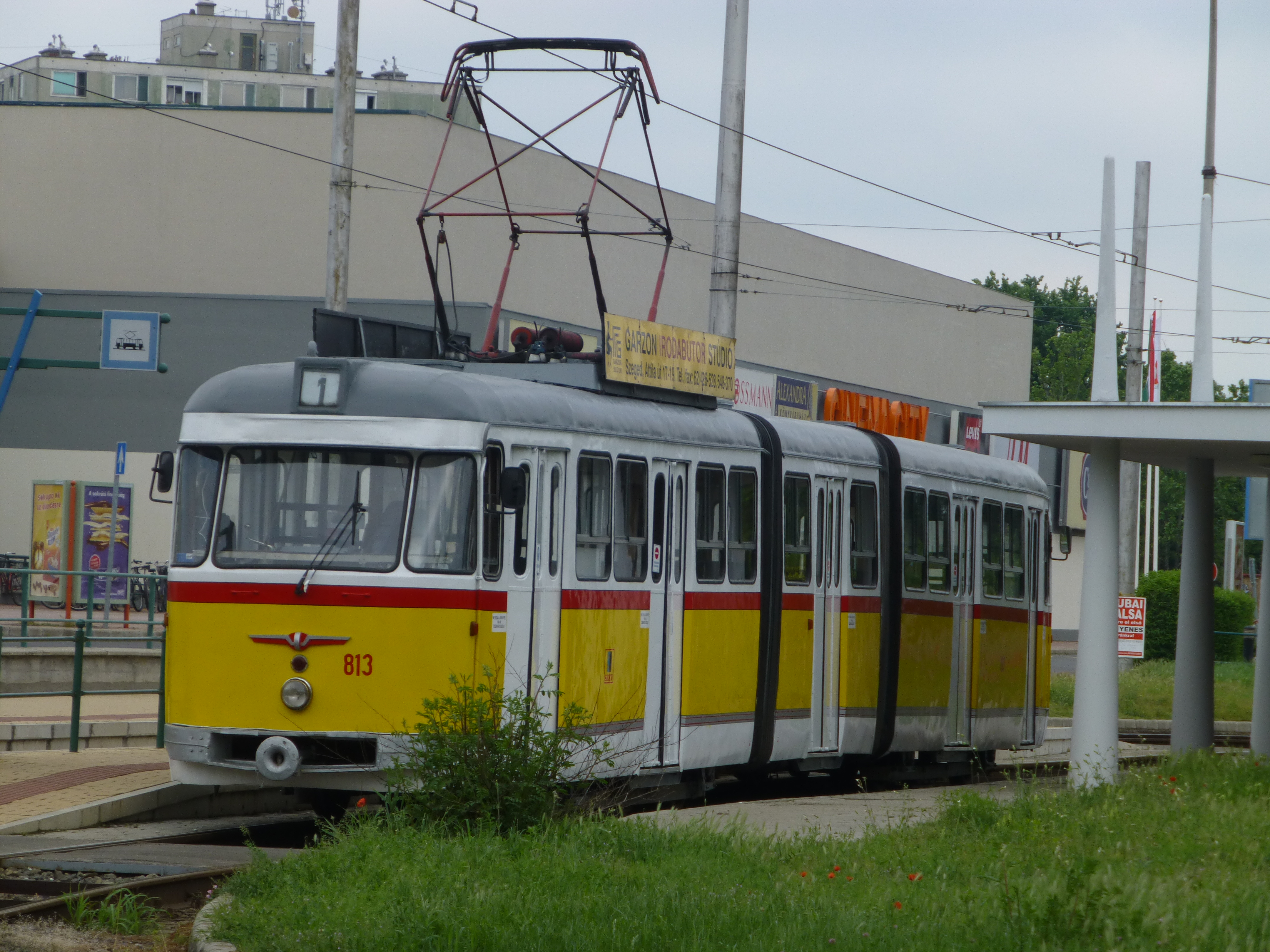
Tízajtós kocsi Szegeden

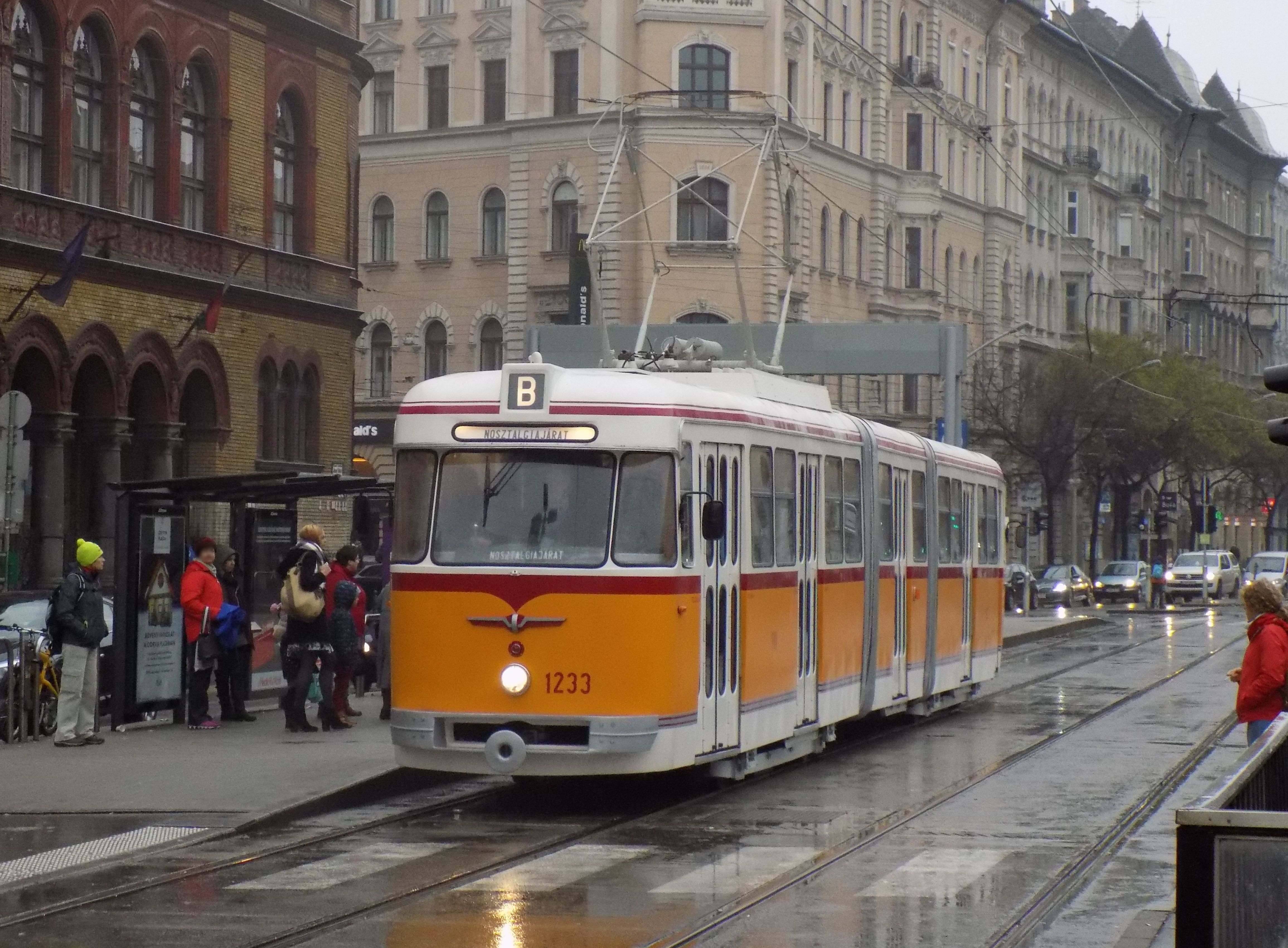
Eredeti állapotára felújított tízajtós nosztalgiakocsi Budapesten

Ugyan Budapest már az 1980-as évek elején megszabadult az összes Bengáli villamostól, a többi városban évtizedekig, a 60-as évektől a 90-es évekig meghatározó járműtípus volt. Debrecenben mind a négy, a többi városban három típusváltozattal lehetett találkozni.
A már gyártásukkor is elavultnak számító járművek cseréjére mindig is igényt tartottak. Nagy tömegük miatt túlzottan rongálták a pályát, továbbá utaskényelmi szempontból sem voltak igazán előnyösek. A Ganz-Hunslet 1993-ban kifejlesztette a Ganz KCSV–6 típusú villamost a Bengálik cseréjére, ám ebből – a prototípussal együtt – összesen csak 11 db készült. Ezek mindegyike Debrecenbe került, ahol így 1997-re sikerült lényegesen lecsökkenteni a Bengáli villamosok arányát. Szegeden és Miskolcon külföldi típusú járművekkel kezdődött meg a Bengálik kiváltása. Miskolc ČKD Tatra KT8D5 járműveket szerzett be Szlovákiából alig használt állapotban (jellemzően néhány évesen), így az 1990-es évek végétől már ott sem a Bengáli számított az egyedüli járműtípusnak. Szegednek Tatra T6A2 típusú villamosokat sikerült 1997-ben beszereznie, így ott is megindulhatott a Bengálik selejtezése.
A villamosbeszerzések ellenére az ezredfordulóig egyik városnak sem sikerült megszabadulnia a típustól. A három város közül elsőként Miskolcon vonták ki őket a forgalomból, amikor Bécsből az FVV-kkel egyidős, ám sokkal jobb minőségű, használt E1 járműveket szereztek be. Szeged 2012-ben uniós támogatással vásárolt új Pesa villamosokat, utolsóként Debrecentől búcsúzott el a típus, ahol 2014-ben a CAF Urbos 3 villamosok forgalomba állításával vonták ki a forgalomból a Bengálikat.

### Nosztalgiajárművek
A következő városokban találhatóak meg még Bengáli villamosok, melyek nosztalgia célból még közlekedni szoktak:
- Budapesten: 1 darab tízajtós (1233) és 1 darab háromajtós (3720)
- Debrecenben: 1 darab tízajtós (489, menetrend szerint 491-ként közlekedett)
- Szegeden: 1 darab tízajtós (813) 1 darab ötajtós (656, fejújítás alatt)
- Miskolcon: 1 darab háromajtós (100) és 1 darab tízajtós (151)

## Műszaki leírás

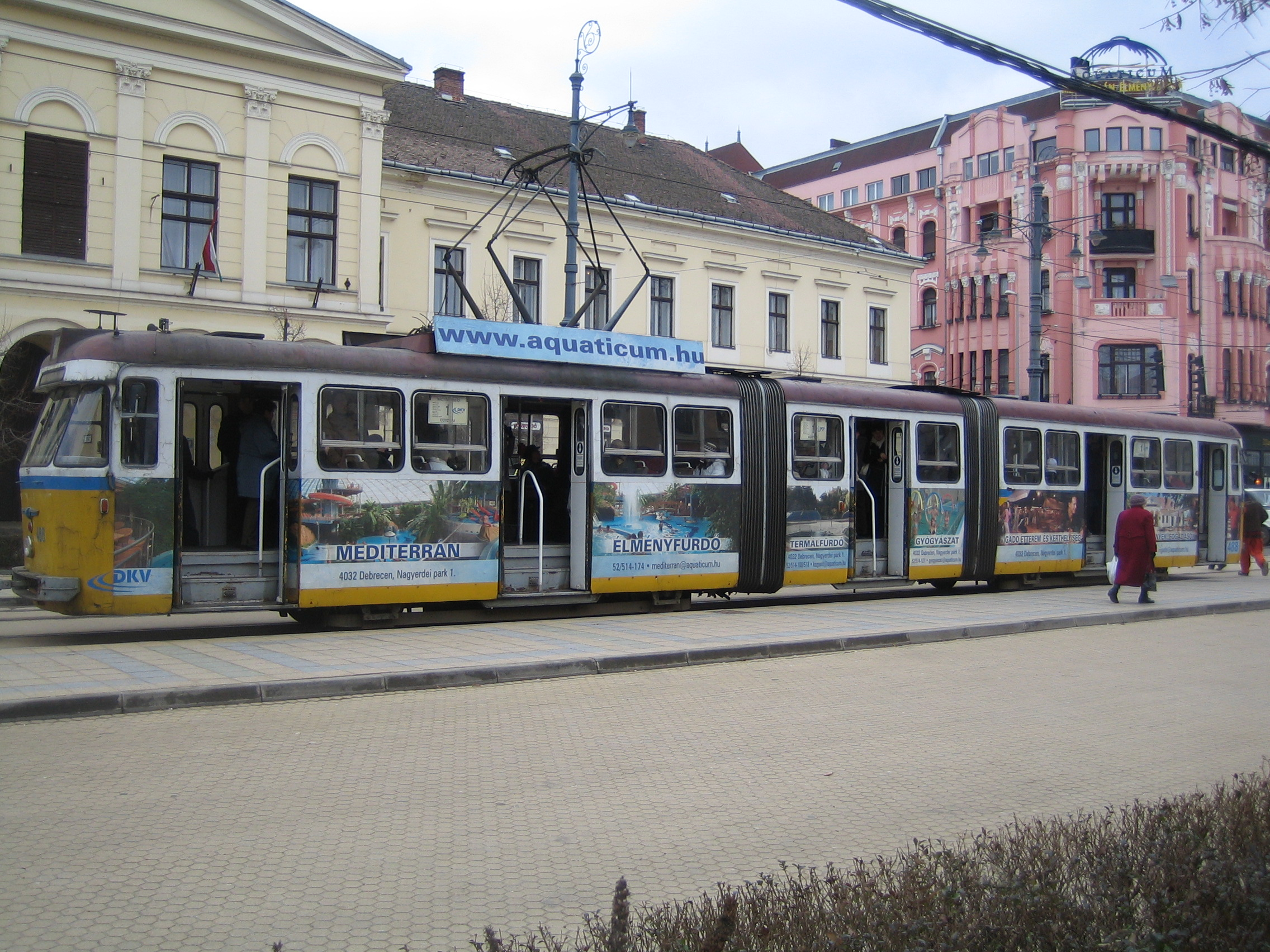
Az áramszedős kocsiszekrény az „A” rész, a jármű másik vége a „B” kocsiszekrény, a kettő között csuklókkal elválasztva a „C” kocsiszekrény van (Debrecen)

A jármű szerkezetileg három részből áll. Ezek az „A”, „B” és „C” részek. Az „A” (áramszedős) és „B” (áramszedő nélküli) kocsiszekrény a jármű két végén, a „C” pedig a kettő közé függesztve, a többi egységtől csuklóval elválasztva helyezkedik el. A középső részt egy-egy bak tartja, melyek a kéttengelyes kocsirészek alvázának meghosszabbításai.
Minden jármű két motorral rendelkezik, melyek az „A” és a „B” kocsiszekrényben vannak elhelyezve. A villamos négy tengelye közül kettő az „A”, kettő a „B” kocsiszekrény alatt van. A motorok a belső két tengelyt hajtják, azonban a külső, nem hajtott tengelyek is fékezettek. A kocsik csak mérsékelten képesek gyorsulni, és hamar elvesztik a vonóerejüket, ezért végsebességük csak 40 km/óra körül alakul.
| További adatok        | 3 ajtós változat                                                                                      | 10 ajtós változat                                                                                     |
| --------------------- | --- | --- |
| ütközők közötti hossz | 21747 mm                                                                                              | 22630 mm                                                                                              |
| szélesség             | 2311 mm                                                                                               | 2290 mm                                                                                               |
| átlagos tömeg         | 23350 kg                                                                                              | 24050 kg                                                                                              |
| tengelytáv            | 3800/14190 mm                                                                                         | 3800/14190 mm                                                                                         |
| kerékátmérő           | 780 mm                                                                                                | 780 mm                                                                                                |
| ülőhely               | 37 | 28 |
| állóhely (7 fő/m²)    | 173                                                                                                   | 178                                                                                                   |
| teljesítmény          | 46,7 kW vagy 51,8 kW vagy 58,8 kW                                                                     | 46,7 kW vagy 51,8 kW vagy 58,8 kW                                                                     |
| menetkapcsoló         | BT II (CS 37) AEG (3720)                                                                              | BT II (CS 37) AEG (3720)                                                                              |
| légsűrítő             | motoros (CL 2)                                                                                        | motoros (CL 2)                                                                                        |
| fék                   | villamosfék + szolenoidfék levegős rögzítőfék sínfék (4 törzs, hálózati táplálású) forgattyús kézifék | villamosfék + szolenoidfék levegős rögzítőfék sínfék (4 törzs, hálózati táplálású) forgattyús kézifék |
| ajtók                 | kettős ráncajtó, levegős működtetésű EP-vezérléssel                                                   | kettős ráncajtó, levegős működtetésű EP-vezérléssel                                                   |
| világítás             | néhány kivételtől eltekintve izzósoros (főáramkörű)                                                   | néhány kivételtől eltekintve izzósoros (főáramkörű)                                                   |